# Dainan Kōshi
Dainan Kōshi (jap. 大南公司), in älterer Literatur häufig nach Nihonshiki-Umschrift Dai Nan Kōsi, war eine in Indochina zur Zeit des Pazifikkrieges unter Leitung von Matsushita Mitsuhiro stehende Handelsgesellschaft, die ebenso wie das Japanische Kulturinstitut durch enge Verbindungen zur Kempeitai und dem japanischen Armeegeheimdienst, verdeckte Aktivitäten in dem noch unter französischer Verwaltung stehenden Indochina ausübte.

## Grundlagen
Beginnend mit der Nishihara-Mission im Juli 1940 und der beginnenden Stationierung einiger Truppen im Norden Vietnams im September, hatten die japanischen Streitkräfte begonnen, die Versorgung ihrer national-chinesischen Feinde über Yunnan zu blockieren. Am 6. Mai 1941 schlossen Japan und sein Verbündeter Frankreich ein Handelsabkommen, durch das die gegenseitigen Ex- und Importe per Clearing-Verfahren zwischen der Banque de l’Indochine und der Yokohama Specie Bank verrechnet wurden.

## Firmenchef

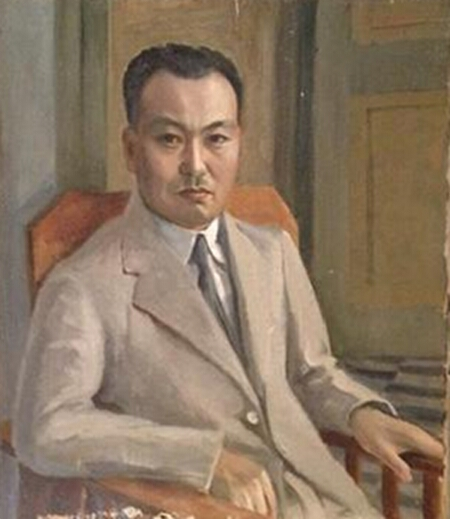
Matsushita Mitsuhiro (松下光廣), 1940er.

Der spätere Firmenchef Matsushita Mitsuhiro (* 3. August 1896 im Dorf Oe bei Amakusa-machi) kam als 15-Jähriger 1912 nach Vietnam, wo er zunächst bei Nam Định für einen Einzelhändler arbeitete. Seit 1915 erledigte er in Haiphong für die Firma von Ikeda Hiroyuki, die Curio nach Japan exportierte, die Zollabfertigung. Für die saigoner Niederlassung von Mitsui arbeitete er seit 1918. Er lernte bald Vietnamesisch und Französisch. Über einen Fernkurs der Waseda-Universität studierte er Handelsrecht und Englisch. 1922 machte er sich mit einem Kapital von 5000 Piaster mit Dainan Kōshi (bzw. Dainan Koosi) in Hanoi selbstständig, dabei hatte er den Hotelier Samejima als Partner. Er heiratete dessen Nichte Kise († Sept. 1942). Nach dem Tode seiner ersten Frau heiratete er im Juni 1943 Yatabe Chie (* 1919, 谷田部千代), mit ihr hatte er zwei Söhne und eine Tochter.
Matsushita war im Vorstand mehrerer japanisch-vietnamesischer Freundschaftsorganisationen tätig. Er erhielt verschiedene Auszeichnungen, so einen kambodschanischen Verdienstorden (4. Klasse 1955, 3. Klasse 1961), den Orden des Heiligen Schatzes (4. Klasse 1964) sowie mehrere süd-vietnamesische Auszeichnungen. Matsushita starb am 9. Februar 1982.

## Handel
Der Versuch, bei einer Japanreise ab Juli 1923 das Geschäft auszuweiten, scheiterte in Folge der durch das verheerende Erdbeben verursachten Wirtschaftskrise. Der Hauptsitz der Firma war seit 1928 in Saigon die 46 rue Viénot. Im Laufe der Jahre baute man Kontakte mit Ablegern in allen bedeutenden Handelszentren Südostasiens auf. Im Jahre 1930 hatte man rund 300 japanische und 5000 einheimische Beschäftigte.
1932 erreichte das Aktienkapital der Firma vier Millionen Piaster. In Tokio wurde eine gleichnamige Aktiengesellschaft ins Handelsregister eingetragen. Die Filiale in Hanoi befand sich in der 47 rue Vieille-des-Tasses. Offizieller Hauptgeschäftszweck war anfangs der Textil- und Eisenwarenhandel, man diversifizierte dann. Die Firma wurde nach Kriegsbeginn zum wichtigsten Bauunternehmer der japanischen Marine im südöstlichen Operationsgebiet. Ein wichtiger Großauftrag war der Ausbau der Landebahn des Saigoner Flughafens auf 1500 Meter. Es folgten Aufträge für drei weitere Fliegerhorste und einen Flottenstützpunkt. Das eingesetzte Personal, bei Kriegsende fast 9000 Beschäftigte, gehörte hauptsächlich den nationalistischen Cao Đài an. Aufgrund der Art der Tätigkeit und der Zeitumstände sind vergleichsweise wenige Original-Dokumente bzw. Bilanzen erhalten geblieben.

## Nachrichtendienstliche Tätigkeit
Bereits seit einem Treffen in Taiwan 1928 unterstützte man die Unabhängigkeitsbestrebungen der Organisation des exilierten kaiserlichen Prinzen Cuong De. Die Kolonialbehörden ermittelten gegen ihn 1937, der geflüchtete Matsushita wurde in absentia zu acht Jahren Zuchthaus verurteilt. Zurückkehren konnte er nach drei Jahren, als die Nishihara-Mission im Sommer 1940 die Franzosen zur Kooperation mit Japan brachte.
Matsushita stellte seine Ressourcen dem Geheimdienst zur Verfügung, dabei arbeitete mit dem Generalkonsul in Hanoi Minoda Yoshio eng zusammen, wobei unklar ist, wann genau seine nachrichtendienstliche Tätigkeit begann. Ebenso hatte der Firmenchef spätestens seit 1943 Verbindungen zu Ōkawa Shūmei. Die Japaner wollten mit der Großostasiatischen Wohlstandssphäre einen „Block von asiatischen Nationen geleitet von Japanern und frei von westlichen Einflüssen“ schaffen. Zu diesem Zweck veranlassten sie den Kaiser Bảo Đại den Protektoratsvertrag zu kündigen und eine unabhängige Regierung unter Tran Trong Kim bilden zu lassen. Im Auftrag des Geheimdienstes managte Matsushita das Restaurant-Theater (mit Spielhölle) Aristo, direkt gegenüber dem Bahnhof von Saigon. Ngô Đình Diệm lebte zu seinem Schutz seit Oktober 1943 in einer Firmenunterkunft.
Eines der wichtigsten Ziele der französischen Kolonialherren blieb 1940–45 die Unterdrückung der zahlreichen vietnamesischen Freiheitskämpfer, z. B. die Gruppen um Ho Chi Minh (seit 1945 unterstützt vom amerikanischen OSS), die nationalistischen Cao Đài mit dem kaiserlichen Prinzen Cuong De, Bình Xuyên in Cochinchina sowie die Hòa Hảo. Vielfach standen sie damit im Gegensatz zu den Kolonialherren. Der japanische Nachrichtendienst schaffte 1943–44 zahlreiche Freiheitskämpfer nach Singapur oder Bangkok und damit vor französischem Zugriff in Sicherheit. Matsushita war dabei ein verborgen agierender wichtiger Vermittler. Bis zur Entwaffnung am 9./10. März 1945 (Operation Meigō), agierten die französische Kolonialbeamten und -truppen weiter.

## Nachkriegszeit
Nach Kriegsende wurden alle Vermögenswerte von Angehörigen der ehemaligen Achsenmächte beschlagnahmt, Matsushita und seine Angestellten kehrten verarmt nach Japan zurück, man belebte die japanische Aktiengesellschaft in Tokio wieder. In den frühen 1950ern handelte Dainan Kōshi mit Korea. Beziehungen zu Vietnam konnte man 1959, nach Unterzeichnung des Reparationsabkommens am 13. Mai, wieder aufnehmen. Man spezialisierte sich auf den Handel mit hochwertigen Artikeln. Die nun in Osaka ansässige Firma ging 1962. Es erfolgte eine baldige Neugründung in Nagoya als Dainan Bōeki K.K. (大南貿易株式会社), mit noch rund zehn Angestellten. Die alten Verbindungen zum inzwischen zum Präsidenten aufgestiegenen Diem halfen in den nächsten Jahren dem Geschäft. Als Handelsfirma bestand die Gesellschaft bis nach der endgültigen Unabhängigkeit eines wiedervereinigten Vietnam 1976 in Saigon weiter.